# Terremoto di Antiochia del 526
Il terremoto di Antiochia del 526 è stato un evento sismico verificatosi, probabilmente, tra il 20 e il 29 maggio di quell'anno. La magnitudo stimata dell'evento fu di 7.0 della scala Richter e l'epicentro fu nei pressi di Antiochia di Siria, nell'attuale Turchia, a quel tempo parte della Siria bizantina. Il numero approssimativo delle vittime è stato stimato attorno ai 250.000 morti.

## Il terremoto
La magnitudo stimata del terremoto fu di 7,0 Mw e fu seguito da 18 mesi di repliche. L'intensità secondo la scala Mercalli fu dell'VIII–IX grado nella città di Antiochia.

## Danni e vittime
Il terremoto causò gravi danni a molti degli edifici di Antiochia, tra cui la Domus Aurea, una grande chiesa a pianta ottagonale fatta costruire da Costantino I. Poche case vicino alle montagne si salvarono: tuttavia la maggior parte dei danni fu causata dagli incendi che continuarono per diversi giorni e che furono alimentati dal vento. La grande chiesa fu distrutta dal fuoco divampato dopo il terremoto. Tra le tante vittime ci fu anche Eufrasio, Patriarca di Antiochia, che morì cadendo in un calderone viscoso usato dai fabbricanti di otri.
La stima del numero di morti varia tra 250 000 e 300 000, con 250 000 come valore più riportato dalle fonti. È stato suggerito che l'elevatissimo numero di vittime dipese anche dall'elevato numero di visitatori in città provenienti dalle campagne per festeggiare l'Ascensione.

## Conseguenze
A Costantinopoli l'imperatore Giustino I reagì alla notizia del terremoto togliendosi il diadema e il clamide, entrando in chiesa senza questi simboli e disperandosi pubblicamente per la distruzione di Antiochia. Mandò degli ambasciatori ad Antiochia con i soldi sufficienti per iniziare la ricostruzione della città. La ricostruzione della grande chiesa e di molti altri edifici fu supervisionata da Efraim, della diocesi d'Oriente, che sostituì Eufrasio come patriarca di Antiochia. Molti degli edifici costruiti dopo il terremoto andarono tuttavia distrutti da un altro terremoto che avvenne il 29 novembre 528, che causò comunque un numero molto minore di vittime.